# کاخ پالازو دلا راگیونه، پادوا

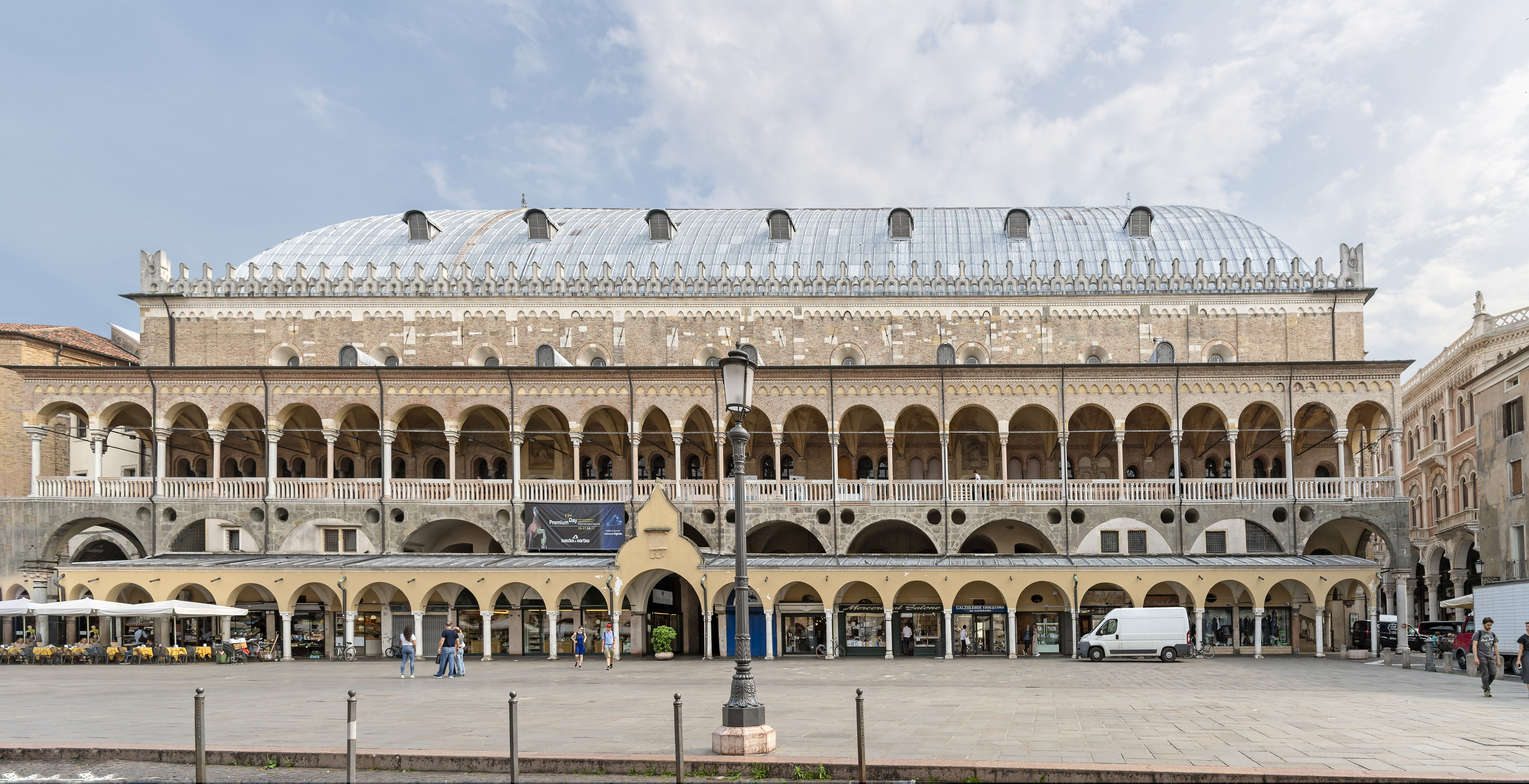
نمای کاخ در پادووا.

کاخ پالازو دلا راگیونه، پادوا (به ایتالیایی: Palazzo della Ragione (Padova)) یک بازار سالنی قرون وسطایی، در منطقه ونتو ایتالیا است. طبقه فوقانی به اداره شهر و دادگستری اختصاص داشت. و طبقه همکف هنوز میزبان بازار شهر بود. در بین مردم ایتالیا این ساختمان (تالار بزرگ) نامیده می‌شود.

## جزئیات
اعتقاد بر این است که این ساختمان یکی از بزرگترین سالن‌های قرون وسطایی است که هنوز باقی مانده‌است. سالن تقریباً مستطیل شکل است، طول آن ۸۱٫۵ متر، عرض آن ۲۷ متر و ارتفاع آن ۲۴ متر است. دیوارها با نقاشی‌های دیواری تمثیلی پوشانده شده‌اند. ساختمان بر روی طاقها قرار گرفته‌است ساخت این کاخ در سال ۱۱۷۲ آغاز و در سال ۱۲۱۹ به پایان رسید. این بنا در گذشته به تجارت گسترده‌ای از غذا، لباس، ادویه جات و جواهرات اختصاص داده شده بود. یک گردباد در ۱۷ اوت ۱۷۵۶ سقف بنا را خراب کرد و به ساختمان آسیب رساند. 

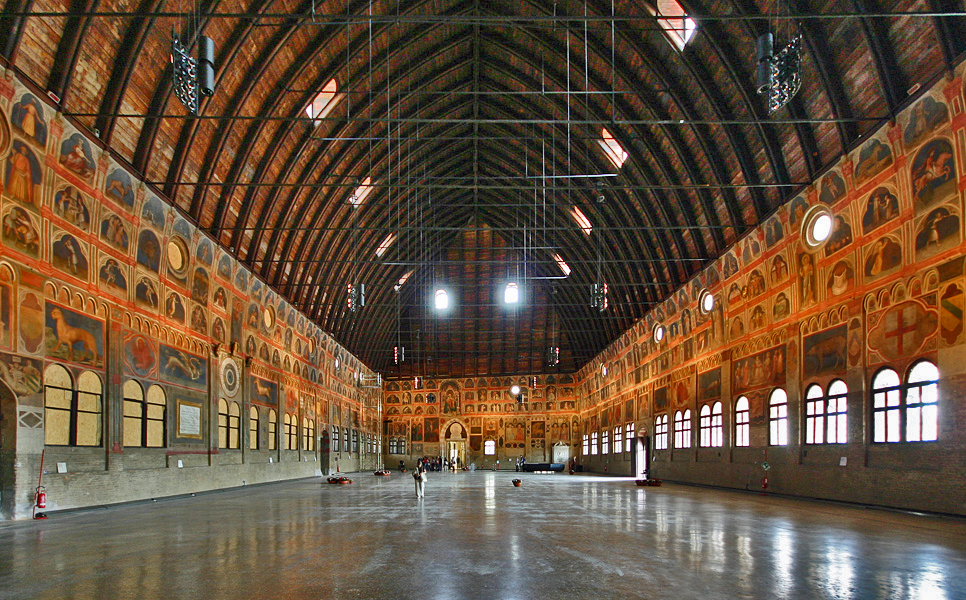
سالن بزرگ کاخ دلا راگیونه
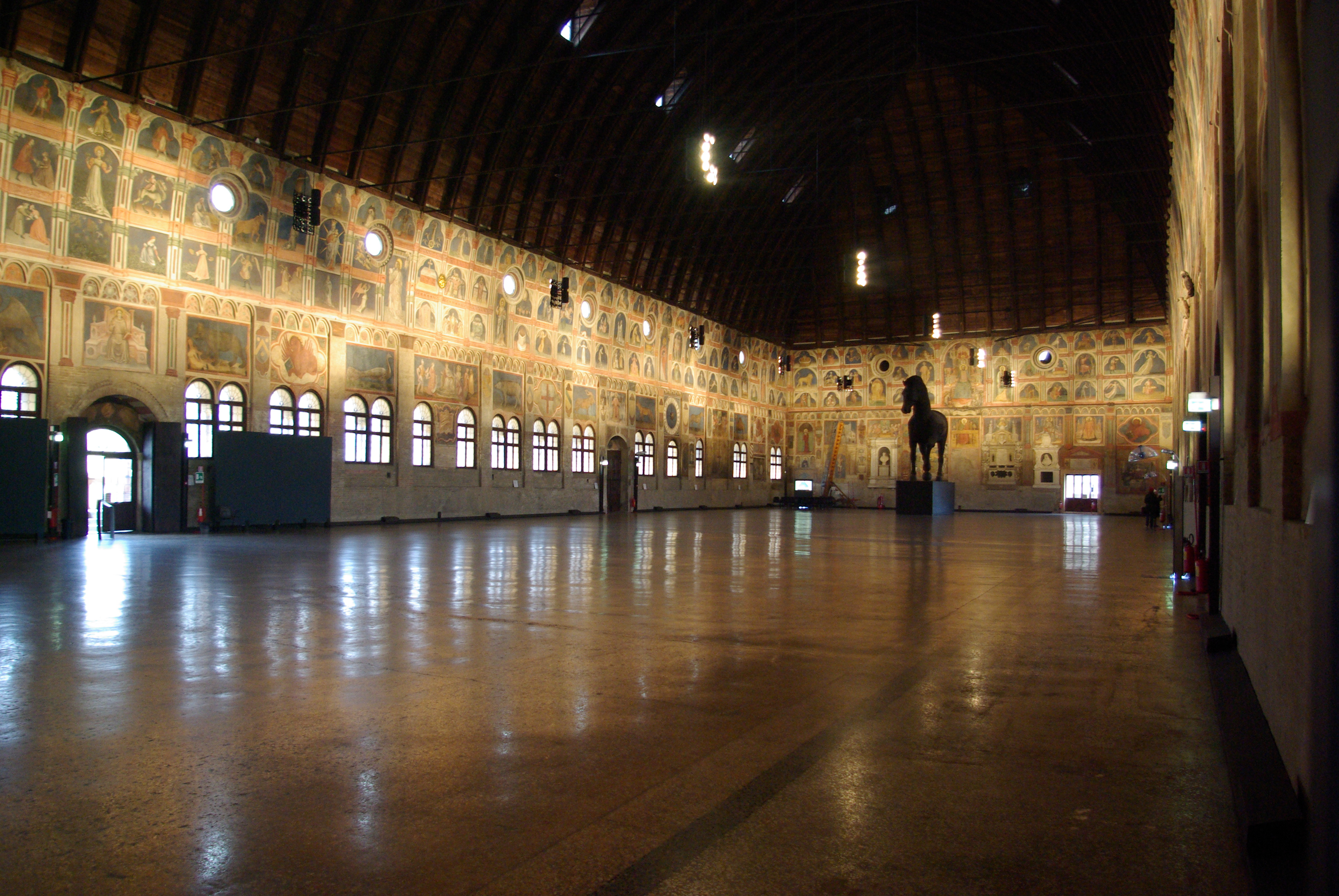
تالار بزرگ با نقاشی‌های دیواری روشن
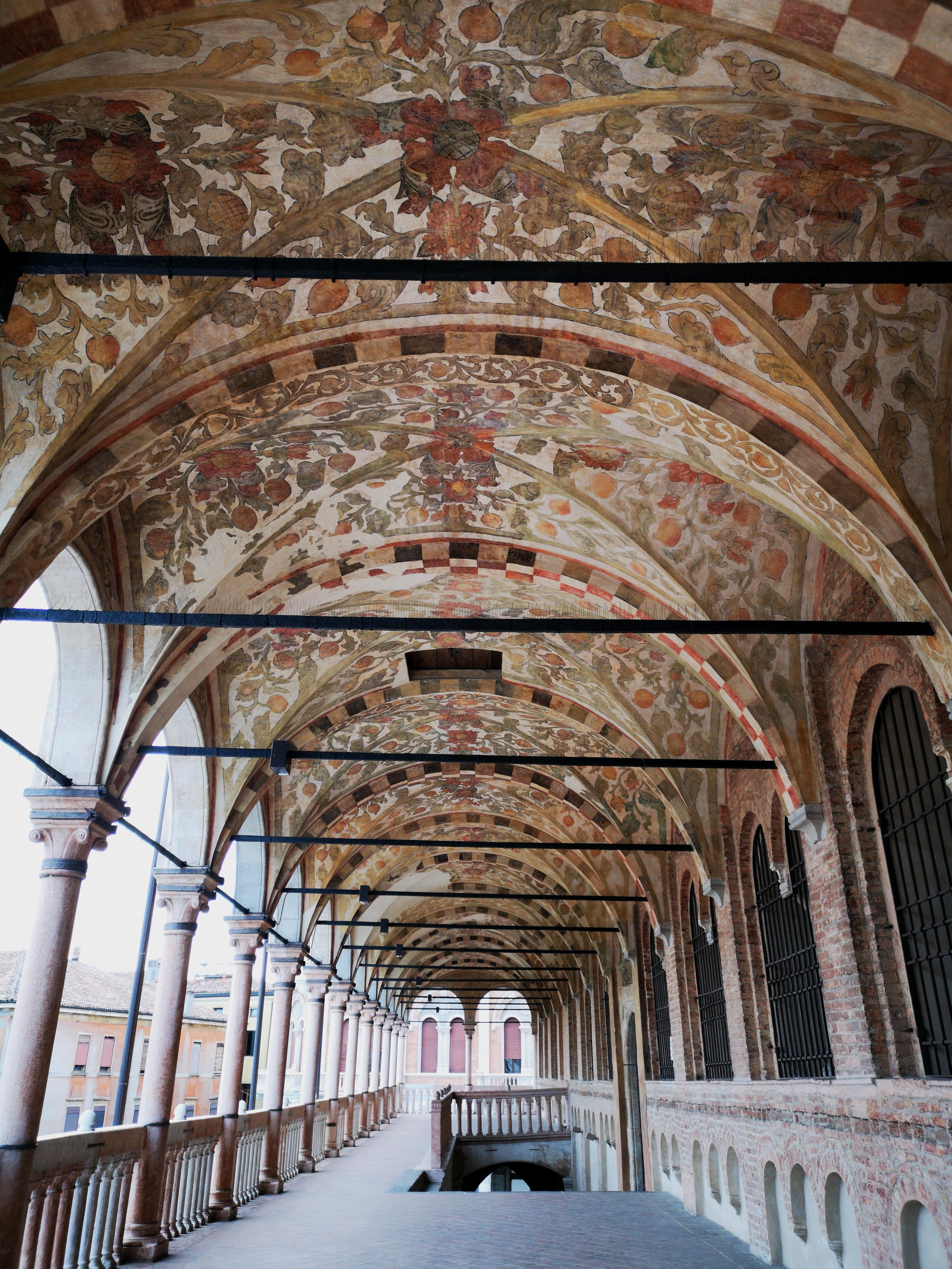